# フィリップ・ラーヴ
フィリップ・ラーヴ（Philip Rahv、1908年3月10日 - 1973年12月22日）は、ウクライナ・クピン（Kupin）出身のアメリカの文芸批評家、エッセイスト、雑誌編集者。

## 経歴
歴史・思想に立脚すべきであるというマルクス主義の立場を取る。
本名はイヴァン・グリンベルク、後にアイヴァン・グリーンバーグ Ivan Greenberg。
パレスチナを経て、後にアメリカに移住。ヘブライ語教師であり、晩年はブランダイス大学において教鞭をとった。
1932年アメリカ共産党に加盟し、1933年から1969年までウィリアム・フィリップス (William Phillips) と共に Partisan Review (en) を創刊し、編集。モダニズムを促進する。
また、ソール・ベロー、ロバート・ローウェル、カール・シャピロなどを育てる。

## 作品
- Image and Idea (1949) - エッセー
- The Myth and the Powerhouse (1965) - エッセー
- Literature and the Sixth Sense (1969) - エッセー
- Essays on Literature and Politics: 1932-1972 (1978)